# Divadlo v Dlouhé
Divadlo v Dlouhé je repertoárové divadlo se stálým hereckým souborem pod záštitou pražského magistrátu. V čele divadla stojí ředitelka Daniela Šálková a umělecké vedení – režiséři Hana Burešová, Martin Kukučka a Lukáš Trpišovský (duo SKUTR) a dramaturg Štěpán Otčenášek. Základním rysem inscenační práce Divadla v Dlouhé je záměrná žánrová a stylová pestrost. Vedle domácích režisérů v divadle v průběhu jeho pětadvacetileté existence hostovaly přední osobnosti české režie (J. A. Pitínský, V. Morávek, J. Nebeský, J. Mikulášek, M. Františák, M. Vajdička aj.) Divadlo v Dlouhé získalo řadu ocenění odborné kritiky a neméně diváckých cen. Ročně navštíví divadlo více než osmdesát tisíc diváků, návštěvnost se dlouhodobě pohybuje nad hranicí devadesáti pěti procent.

## Historie
Divadlo bylo založeno v roce 1996 v budově Velké operety. Zakládajícími členy byla současná ředitelka Daniela Šálková a umělecké vedení ve složení: dramaturg Štěpán Otčenášek a režisérka Hana Burešová, kteří jsou ve vedení divadla do dnes. Dalším zakládajícím členem vedení a kmenovým režisérem byl také Jan Borna, který v divadle působil až do své smrti v roce 2017. Herecký soubor byl složen z absolventů Divadelní fakulty Akademie múzických umění. Vznikl spojením dvou hereckých skupin, které do nového divadla přišly s režisérkou Burešovou (herci z divadla Labyrint) a s režisérem Bornou (herci z Dejvického divadla). Soubor je velmi dobře disponován pohybově i pěvecky. To umožňuje režisérům použít v inscenacích kromě živé hudby a zpěvu i prvky loutkového a pohybového divadla.
Repertoár Divadla v Dlouhé je žánrově široký, uvádí jak velké dramatické inscenace, tak veselohry, netradičně pojatý kabaret či písňová představení pro děti. Dětským divákům se věnuje pravidelně. Od roku 1998 pořádá každoročně pod záštitou primátora hlavního města Prahy festival Dítě v Dlouhé, kde představuje nejzajímavější inscenace českých divadel pro děti. Od roku 2007 pořádá divadlo Festival 13+ zaměřený na mimopražské inscenace pro věkovou skupinu 13–19 let. Oba festivaly se každoročně těší velkému úspěchu.

## Kmenoví režiséři Divadla v Dlouhé

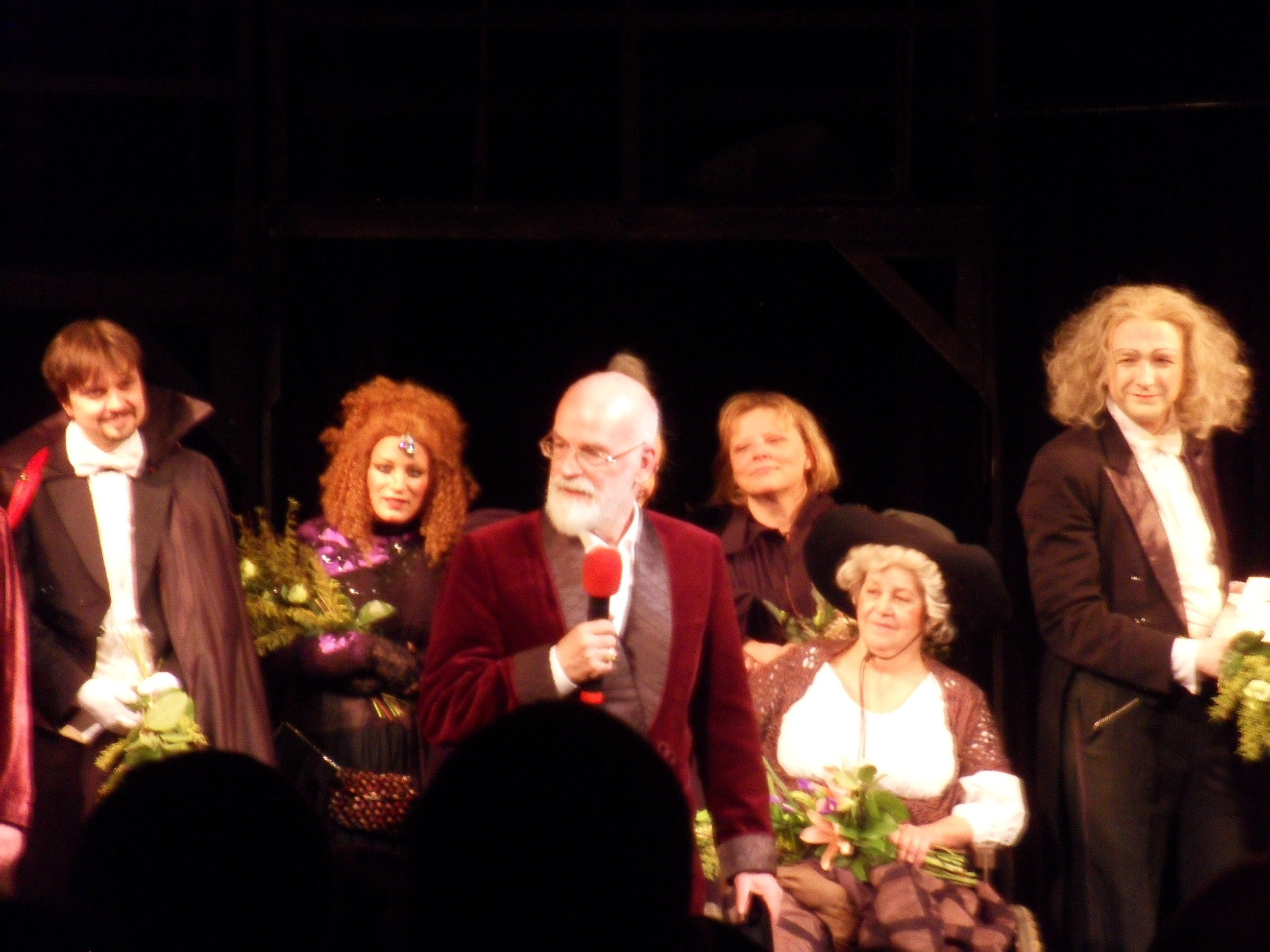
Terry Pratchett, Hana Burešová a herci Divadla v Dlouhé, derniéra inscenace Maškaráda čili Fantom opery

Hana Burešová se řadí k předním českým režisérům střední generace. Kromě stálého angažmá v Divadle v Dlouhé hostuje režisérka Burešová v českých divadlech (včetně Národního divadla) i v zahraničí (například v Dubrovníku). V roce 1992 získala inscenace Don Juan a Faust v režii Hany Burešové cenu za nejlepší českou inscenaci roku a od té doby se inscenace této režisérky v nominacích na tuto nejprestižnější českou cenu objevují pravidelně. Čtyřikrát získala Cenu Alfréda Radoka/Cenu divadelní kritiky za nejlepší inscenaci roku (Don Juan a Faust, 1993; Smrt Pavla I., 2008; Polední úděl, 2012; Lucerna, 2017). Její inscenace Bez roucha vyhrála na portálu i-divadlo.cz anketu Nejlepší inscenace roku 2020 + 2021. V roce 2021 získala Hana Burešová Cenu Ministerstva kultury za přínos v oblasti divadla, a to za "moderní přístup k dramatickému textu, za vnitřně soudržné rozvíjení vlastního režijního stylu a za úspěšné umělecké vedení ansámblového divadla, ve kterém se svým týmem dokázala oslovit generačně různorodé publikum." Hana Burešová je první ženou mezi dosavadními devatenácti laureáty této ceny v oblasti divadla.
Od sezony 2016/17 se stal součástí uměleckého vedení Divadla v Dlouhé režijní tandem SKUTR (Martin Kukučka a Lukáš Trpišovský). Věnují se autorské tvorbě, režii opery, tanečních inscenací, činohry, cirkusu a dalších divadelních žánrů pro české i evropské scény jako Národní divadlo v Praze, Brně i Ostravě, Aalto-Musiktheater Essen, Hellerau Dresden, Slovenské národné divadlo v Bratislavě, Divadlo Archa, Divadlo v Dlouhé, HaDivadlo, Divadlo Na zábradlí, Klicperovo divadlo, Astorka Korzo 90, WTL Wroclaw, Lubuski Teatr, Otáčivé hlediště Český Krumlov nebo Letní shakespearovské slavnosti ad. Inscenace SKUTRu se představily i na mnoha prestižních festivalech v Evropě a Asii. Např. na festivalu Fringe ve skotském Edinburghu absolvovala jejich inscenace Plačky 22 repríz a byla nominována na Total Theatre Award. Za svou tvorbu získali několik cen, z nichž nejvýznamnější jsou Cena Divadelních novin 2015 za nejlepší taneční inscenaci roku (Walls & Handbags), Cena Grenouille 2017 za inscenaci Pěna dní, Grand Prix na Mezinárodním festivalu studentského divadla FIST v Bělehradě 2007 (za Ráj srdce labyrint světa), Grand Prix Balet 2014 za balet Čarodějův učeň, nominace za Kytici na inscenaci roku Ceny divadelní kritiky (2019), Cena Evalda Schorma a Cena Josefa Hlávky.

## Repertoár Divadla v Dlouhé
Repertoár Divadla v Dlouhé je soustředěn pro všechny věkové kategorie. Vyznačuje se žánrovou pestrostí. Tomu odpovídá i pestrá dramaturgie, orientující se především na tituly méně známé, dosud v Čechách neuvedené a neověřené. Inscenace Divadla v Dlouhé přitom často využívají muzikantského, pěveckého a pohybového potenciálu herců, výtvarné a hudební metafory, bohatých světelných a audiovizuálních prostředků. Tím vším se Divadlo v Dlouhé ve spektru českých divadel vymezilo jako divadlo, které překračuje činohru směrem k alternativnímu, hudebnímu, loutkovému či kabaretnímu žánru.
Dalším specifickým rysem Divadla v Dlouhé je kontaktnost jeho představení a kolektivní herecká souhra. Živá rezonance s publikem je dosahována mj. vysokým stupněm energie, kterou do každého představení vnášejí všechny jevištní složky, herci počínaje. Ti nezakládají svou hru na sólovém extemporování, ale na disciplinované souhře, která vždy slouží inscenaci jako celku. I když v uplynulých letech vyrostla v divadle řada skutečných hereckých osobností, či dokonce hvězd, je to právě společná energie a kolektivní duch, které sem přitahují diváky.
Divadlo v Dlouhé se pravidelně věnuje také dětským divákům. Každoročně uvede více než 120 představení pro děti a mládež. Pro menší děti pořádá festival Dítě v Dlouhé, kde představuje nejzajímavější inscenace z mimopražských divadel, a od roku 2007 pořádá divadelní festival pro teenagery 13+. V Divadle v Dlouhé hostují i jiné soubory, které se zaměřují především na inscenace pro dětské publikum.

## Umělecký soubor a vedení
Stálý soubor
- Štěpánka Fingerhutová
- Eva Hacurová
- Čeněk Koliáš
- Martin Matejka
- Klára Sedláčková-Oltová
- Milan Potoček (hudebník)
- Jan Sklenář
- Jan Staněk
- Samuel Toman
- Tomáš Turek
- Marie Turková
- Jan Vondráček
- Miroslav Zavičár
- Magdalena Zimová

Vedení
- Daniela Šálková (ředitelka)
- Hana Burešová (režisérka)
- Štěpán Otčenášek (dramaturg)

## Zajímavosti
- divadlo využívá prostory někdejšího Divadla Jiří Wolkera, což bylo divadlo zaměřené především na dětského diváka a kam kdysi dobrovolně/povinně pravidelně chodily na představení všechny pražské děti v rámci tzv. školních představení – jedná se svým způsobem o značně legendární divadelní prostory

- divadlo bylo v roce 2002 spolu s několika dalšími pražskými divadly postiženo velkou katastrofální povodní kvůli své poloze blízko řeky Vltavy a podzemním prostorám

- divadlo se v roce 2008 stalo iniciátorem petice Za Prahu kulturní,[6] ve které se spolu s dalšími významnými pražskými divadly a uměleckými festivaly snaží postavit proti politice pražského magistrátu, jmenovitě reaguje na postup radního pro kulturu Ing. Milana Richtera (ODS)